# Olbramovice, Benešov
Olbramovice là một làng thuộc huyện Benešov, vùng Středočeský, Cộng hòa Séc.